# Base Mario Zucchelli

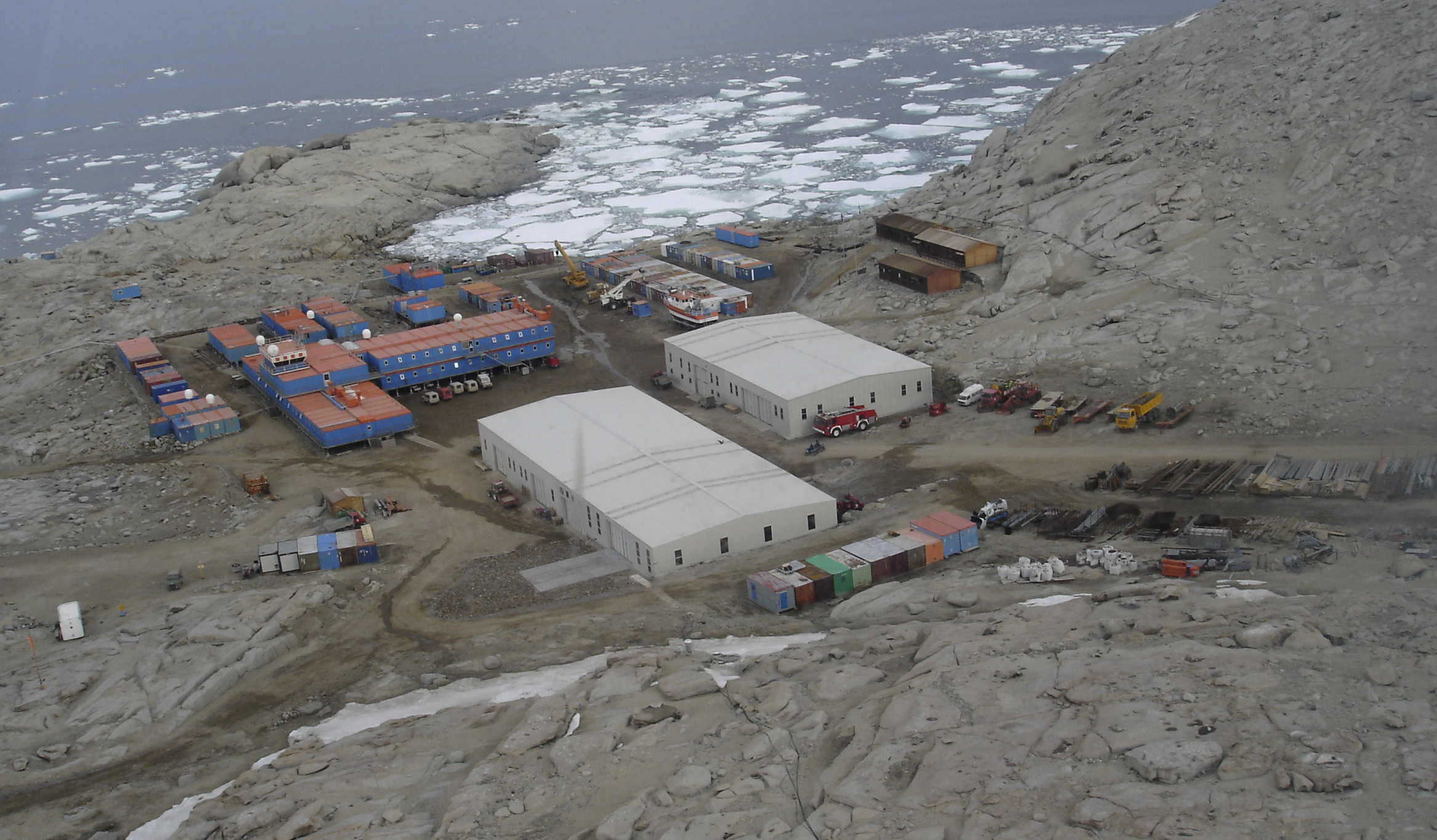
Base Mario Zucchelli desde el aire.

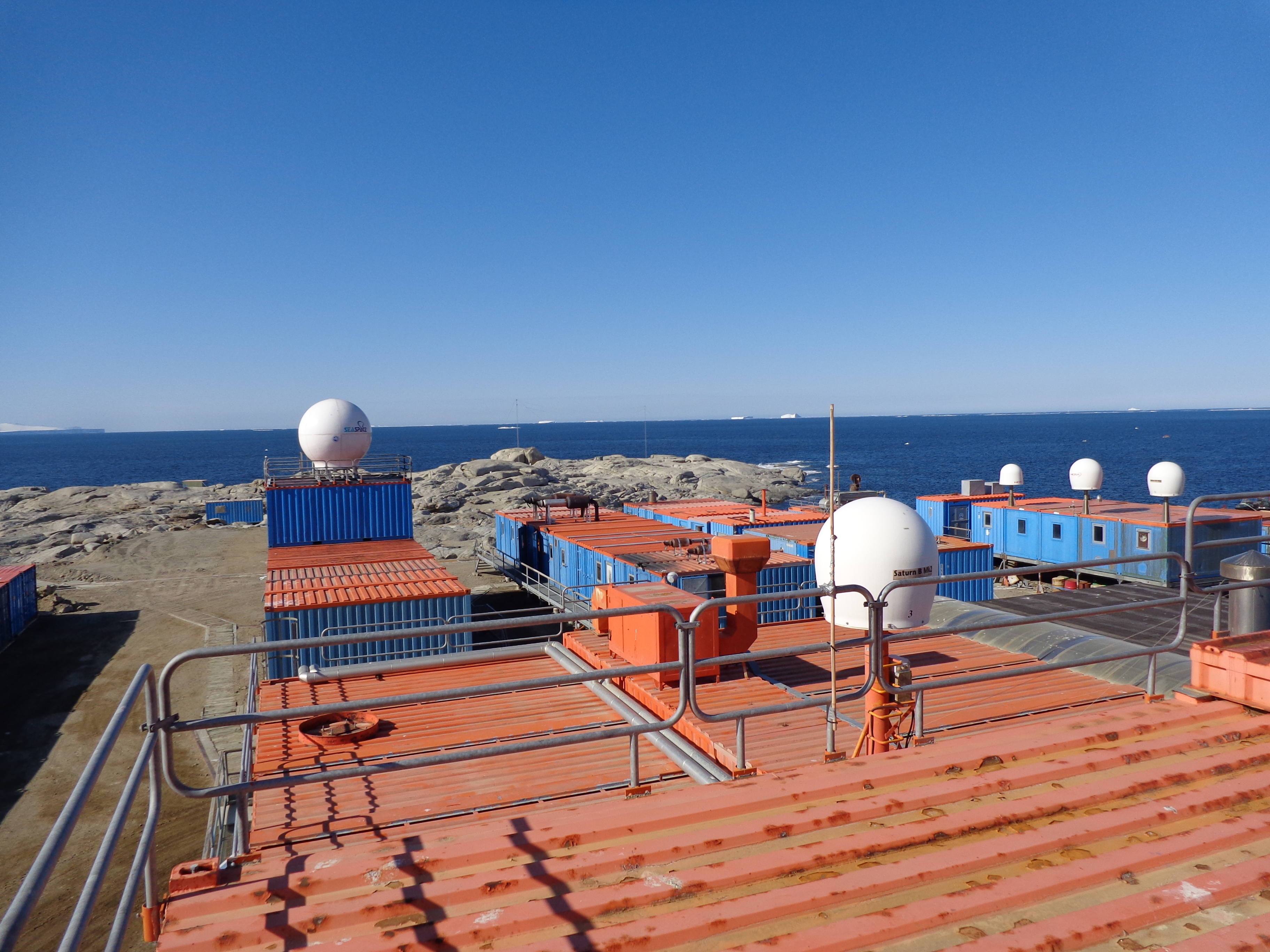
Techos de la base.

La base Mario Zucchelli o BMZ (en italiano: Stazione Mario Zucchelli), antes conocida como base Bahía Tera Nova (BTN), es una base científica de verano de Italia ubicada la bahía Terra Nova en la Antártida. Fue fundada en 1985.
Se ubica sobre un lecho de roca granítica en el área de la bahía Terra Nova. Cubre una superficie de aproximadamente 7100 m² incluyendo depósitos, laboratorios, servicios y alojamientos distribuidos en varias unidades satélites que se distribuyen en un área urbanizada de cerca de 50 000 m². Tiene capacidad para alojar 124 personas, y servicio médico con instalaciones para cirugía, rayos X, odontología y farmacia, con dos médicos y un enfermero.
Es operada solo en verano en los meses de primavera y verano austral (octubre a febrero), y representa el eje funcional de todas las actividades de investigación científica italianas en la Antártida (PNRA, Programa Nazionale Ricerche in Antartide): actividades científicas, apoyo logístico a la base ítalo-francesa Concordia, base de soporte para la nave oceanográfica antártica Italica, punto de partida de las travesías logísticas del continente antártico, sobre medios de transporte con orugas, para el traslado de materiales pesados, y coordinación de los campamentos remotos de relevamiento italianos.

## Historia
La primera tentativa de abrir una base permanente en la Antártida para hospedar una misión científica italiana fue en los años 1958-1959, cuando la idea fue promovida por Silvio Zavatti, que había pensado en una localización cerca de la Tierra de la Reina Maud o en la isla Bouvet.
En 2004 recibió su nombre actual, en homenaje al científico homónimo quien condujera el Progetto Antartide del ENEA, fallecido el 24 de octubre de 2003.

## Actividad

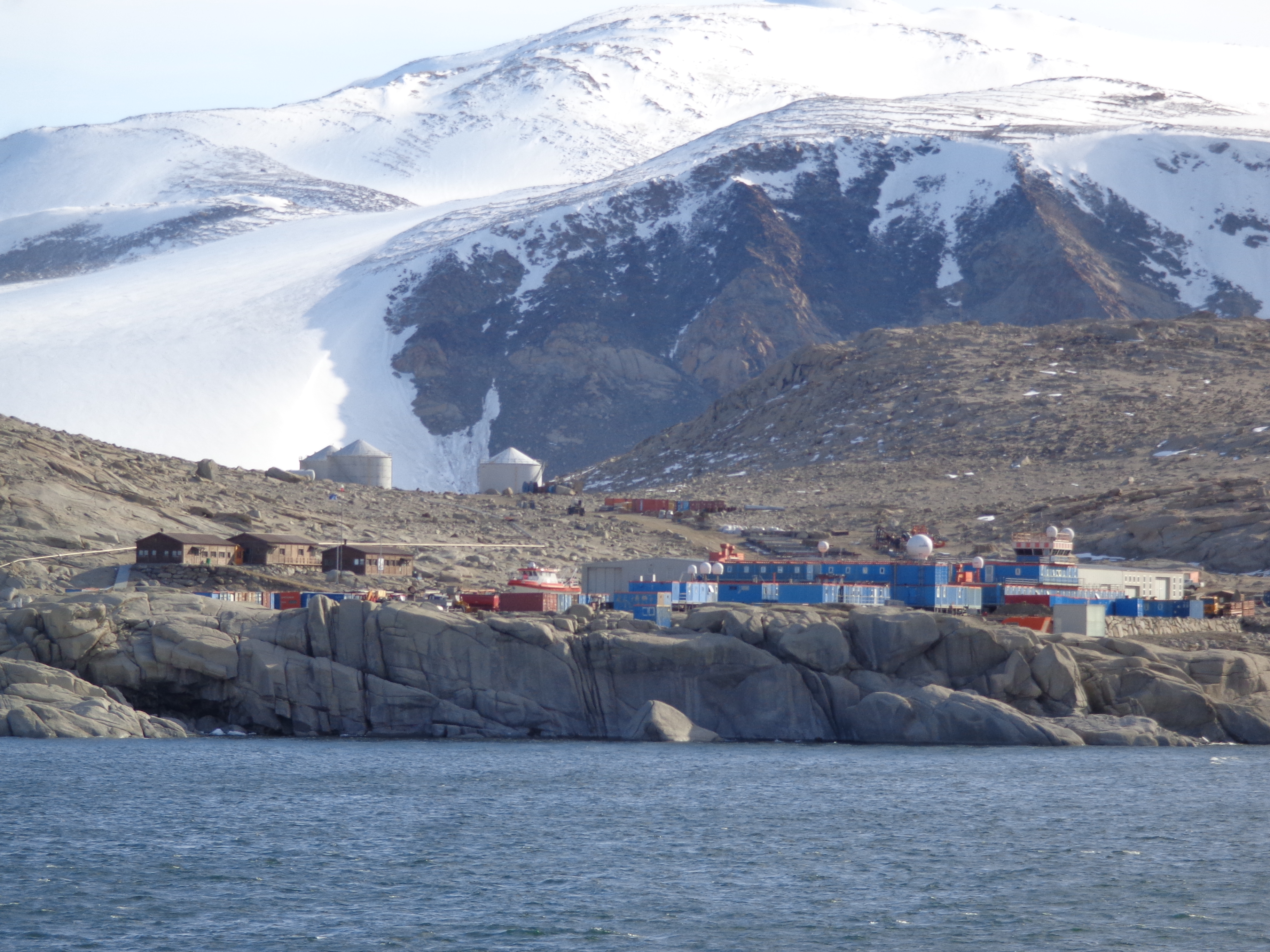
La base vista desde el mar.

La base está operativa durante los meses primaverales y estivales del hemisferio austral (octubre a febrero) y representa el eje funcional de todas las actividades de investigación científica italiana en la Antártida del PNRA (Programa Nacional de Investigaciones en la Antártida). Ellas son: principales actividades científicas, apoyo logístico para la base ítalo-francesa Concordia en el domo C, es la base de apoyo para la nave oceanográfica antártica Italica, el punto de partida para la logística que atraviesa el continente antártico, en vehículos que transportan materiales pesados y la coordinación de los sistemas de campo de detección remota italianos.
A 2016 habían arribado y se hospedaron 31 expediciones científicas (1985-2016), que en los últimos años han alcanzado una media de entre 250 y 300 investigadores por año, divididos en tres períodos de permanencia de alrededor de 40 días cada uno.
La base cuenta con una estación meteorológica automática llamada Eneide a 92 m s. n. m., una estación GPS permanente a 73 m s. n. m., un observatorio ionosférico a 20 m s. n. m., un observatorio magnético a 10 m s. n. m., un observatorio riométrico a 20 m s. n. m., un observatorio sísmico a 30 m s. n. m., un observatorio de mareas a nivel del mar y un observatorio de inclinación a 20 m s. n. m. Italia mantiene una red de estaciones meteorológicas automáticas en sitios cercanos a la base: Maria en paso Browning, Alessandra en cabo King, Silvia en cabo Phillips, Arelis en cabo Ross, Sofia-B en el glaciar David, Penguin en punta Edmonson, Rita en lago Enigma, Lucia en el glaciar Larsen, Zoraida en el glaciar Priestley, Modesta en el ventiquero Priestley y Lola en la meseta Tourmaline.

## Radiación solar
Dada la posición entre el polo sur y el círculo polar antártico, la base Zucchelli experimenta los fenómenos del sol de medianoche (aproximadamente entre noviembre y febrero, que culminan con el solsticio de diciembre) y de la noche polar (aproximadamente entre mayo y agosto, con un clímax en el solsticio de junio). Sin embargo, la oscuridad máxima al mediodía local, durante el período en que el sol permanece debajo del horizonte incluso durante todas las horas del día, es la del crepúsculo náutico, que se encuentra en la estación más cercana al círculo polar en lugar del polo.

## Aeródromos
El aeródromo de la base Mario Zucchelli cuenta con dos pistas ubicadas sobre el hielo marino de la bahía Terra Nova. Otras dos pistas de hielo se encuentran en su cercanía y son utilizadas cuando el hielo marino no permite el aterrizaje o despegue de aviones: aeródromo Lago Enigma y aeródromo Paso Browning.

## Campamento Ícaro
El campamento Ícaro (74°42′43″S 164°07′00″E / -74.711866, 164.116650) es una estación meteorológica ubicada a 2 kilómetros al sur de la base Zucchelli. El campamento consta de dos contenedores azules sostenidos por alambres, equipos meteorológicos, paneles solares y un generador de viento. Aunque las estructuras no son adecuadas para acomodar a las personas, podrían albergar a una docena en caso de emergencia.